# Болометр

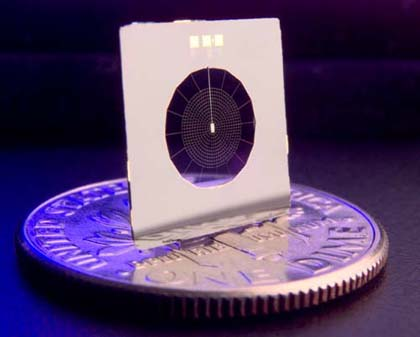
Болометр для вимірювання космічного мікрохвильового фонового випромінювання. Зображення: NASA / JPL-Caltech.

Болометр (дав.-гр. βολή — промінь і  μέτρον — міра) — прилад для вимірювання енергії випромінювання. Був винайдений Самуелем Пірпонтом Ленглі в 1878 р. Основний компонент болометра — дуже тонка пластинка (наприклад, з платини або іншого провідного матеріалу), зачорнена для кращого поглинання випромінювання. Через свою малу товщину пластинка під дією випромінювання швидко нагрівається і її електричний опір підвищується. Для вимірювання малих відхилень опору пластинки її включають у вимірювальний міст, який балансують у відсутності засвічення.
Напівпровідниковий болометр складається з двох плівкових (товщиною до 10 мкм) термісторів. Один з термісторів є активним, безпосередньо піддається опроміненню. Другий — компенсаційний. Він екранований від зовнішнього випромінювання і призначений для компенсації змін температури навколишнього середовища. Обидва термістори поміщаються в загальний герметичний корпус.
Основні параметри болометрів:
- Опір активного термістора при номінальній температурі;
- Робоча напруга;
- Чутливість при певній частоті модуляції світлового потоку;
- Поріг чутливості;
- Стала часу;
- Рівень власних шумів.

Болометр чутливий до всього спектру випромінювання. Але застосовують його в основному в астрономії для реєстрації випромінювання з  субміліметровою довжиною хвилі (проміжних між НВЧ та інфрачервоним): для цього діапазону болометр — найчутливіший датчик. Джерелом теплового випромінювання може бути світло зірок чи Сонця, що пройшло через спектрометр і розкладене на тисячі спектральних ліній, енергія в кожній з яких дуже мала.
Напівпровідникові болометри застосовуються, наприклад, в системах орієнтації, для дистанційного вимірювання температури об'єктів.